# دهستان سیدان
دهستان سیدان یکی از دهستان‌های استان آذربایجان شرقی است که در بخش آبش‌احمد شهرستان کلیبر واقع شده‌است.